# Sint Pietersberg & Jekerdal
Sint Pietersberg & Jekerdal este o arie protejată (arie specială de conservare — SAC, sit de importanță comunitară — SCI) din Țările de Jos întinsă pe o suprafață de 280 ha, integral pe uscat.

## Localizare
Centrul sitului Sint Pietersberg & Jekerdal este situat la coordonatele 50°49′26″N 5°40′26″E / 50.8239°N 5.6739°E.

## Înființare
Situl Sint Pietersberg & Jekerdal a fost declarat sit de importanță comunitară în iulie 1998 pentru a proteja 5 specii de animale. Situl a fost protejat și ca arie specială de conservare în septembrie 2013.

## Biodiversitate
Situată în ecoregiunea atlantică, aria protejată conține 5 habitate naturale: Pajiști carstice calcaroase sau bazofile, de Alysso-Sedion albi, Pajiști uscate seminaturale și facies de acoperire cu tufișuri pe substraturi calcaroase (Festuco-Brometalia) (* situri importante pentru orhidee), Formațiuni ierboase bogate în specii de Nardus, dezvoltate pe substraturi silicioase în zone montane (și în zone submontane, în Europa continentală), Fânețe de joasă altitudine (Alopecurus pratensis, Sanguisorba officinalis), Păduri de stejar sau de stejar și carpen sub-atlantice și medio-europene de Carpinion betuli.
La baza desemnării sitului se află mai multe specii protejate:
- mamifere (4): castor (Castor fiber), liliac de iaz (Myotis dasycneme), liliac cărămiziu (Myotis emarginatus), liliac comun (Myotis myotis)
- nevertebrate (1): Euplagia quadripunctaria